# 聖伯多祿聖保祿聖殿 (布拉格)
圣彼得与保罗圣殿是捷克首都布拉格高堡内的一座新哥特式教堂，始建于11世纪初，在13世纪初毁于大火，随后重建。这座教堂的特色是入口上方的马赛克，其高耸的双塔从布拉格市中心沿着伏尔塔瓦河都可看见。
圣殿后方是高堡公墓，这里埋葬许多著名的捷克人，例如作家卡雷尔·恰佩克。
知名的宗教与文化古迹，
在此的圣殿是捷克国王弗拉季斯拉夫二世在1070-1080年间建造，同时也创建了相关的高堡教会。当时是以三圣殿组成以罗马式风格建造。第一次改建和扩建是在1129年索别斯拉夫一世公爵领导下。在1249年整个建筑遭受到严重的火灾，之后以哥德式修复。在1369年查理四世皇帝的统治下进行了新的圣殿的建造。在1576年圣殿重新改建成文艺复兴风格。在1707-1729年又将此圣殿改建为巴洛克式。最后的改建至今的新哥德的风格是在1885-1903年，圣殿当时得到了除了两大特色58米高的塔以及少有的内部新艺术风格装饰品，构成至今布拉格的独特标志性建筑之一。在1981-1987年间圣殿进行了整体改造及修复，同时也进行了考古研究。在2003年被教宗若望保祿二世提升为乙级圣殿。
在圣殿的北部和东部就是高堡的墓地及名人墓区(Slavín 根据希腊万神殿理念建造)。